# Вірджин (Юта)
Вірджин (англ. Virgin) — місто (англ. town) в США, в окрузі Вашингтон штату Юта. Населення — 670 осіб (2020).

## Географія
Вірджин розташований за координатами 37°12′28″ пн. ш. 113°12′31″ зх. д. / 37.20778° пн. ш. 113.20861° зх. д. (37.207819, -113.208727).  За даними Бюро перепису населення США в 2010 році місто мало площу 42,39 км², уся площа — суходіл.

## Демографія
Згідно з переписом 2010 року, у місті мешкало 596 осіб у 202 домогосподарствах у складі 139 родин. Густота населення становила 14 осіб/км².  Було 243 помешкання (6/км²).
Расовий склад населення:
| - 91,8 % — білих - 2,2 % — корінних американців - 0,5 % — чорних або афроамериканців - 0,5 % — азіатів - 0,2 % — вихідців з тихоокеанських островів - 2,9 % — осіб інших рас |

До двох чи більше рас належало 2,0 %. Частка іспаномовних становила 6,4 % від усіх жителів.
За віковим діапазоном населення розподілялося таким чином: 31,4 % — особи молодші 18 років, 55,0 % — особи у віці 18—64 років, 13,6 % — особи у віці 65 років та старші. Медіана віку мешканця становила 35,6 року. На 100 осіб жіночої статі у місті припадало 116,7 чоловіків;  на 100 жінок у віці від 18 років та старших — 100,5 чоловіків також старших 18 років.
Середній дохід на одне домашнє господарство  становив 55 801 долар США (медіана — 47 500), а середній дохід на одну сім'ю — 59 466 доларів (медіана — 50 500). За межею бідності перебувало 15,2 % осіб, у тому числі 23,5 % дітей у віці до 18 років та 7,5 % осіб у віці 65 років та старших.
Цивільне працевлаштоване населення становило 206 осіб. Основні галузі зайнятості: мистецтво, розваги та відпочинок — 30,6 %, будівництво — 11,7 %, транспорт — 9,7 %, роздрібна торгівля — 8,7 %.